# Der Größte der Gladiatoren
Der Größte der Gladiatoren (Originaltitel: Il magnifico gladiatore) ist ein italienischer historischer Abenteuerfilm von Alfonso Brescia aus dem Jahr 1964.

## Handlung
Attalus, der Sohn des Dakerkönigs, wird bei einer Schlacht mit den Römern gefangen genommen. Der Kaiser Gallienus schont in Anbetracht der Herkunft und des Wertes von Attalus sein Leben. Er ernennt Attalus aufgrund dessen Fähigkeiten und Kampfkraft zum Ausbilder und Erzieher von Gladiatoren. Die schöne Velida, Tochter des Gallienus, verliebt sich in den starken jungen Daker, was jedoch Zuddo, den Anführer der Prätorianergarde und Berater Gallienus’, eifersüchtig macht. Er hofft, durch eine Heirat mit Velida eines Tages selbst zum Kaiser und damit zum mächtigsten Mann Roms aufzusteigen. Doch zunächst wird er mit seinen Prätorianern nach Dakien entsandt, da dort die Hunnen eingefallen sind und das Land für sich beanspruchen wollen. Hier soll er dem Kaiser seine Ergebenheit beweisen. Attalus widmet sich indessen der Ausbildung neuer Gladiatoren. Die Kandidaten sucht er sich in den Kerkern des Kaisers, er darf jedoch keinen seiner Landsleute auswählen, was diese verstimmt. Attalus beschwichtigt sie und erklärt ihnen, dass sie noch ein wenig Geduld haben sollen und er sie zur rechten Zeit befreien wird.
In Dakien trifft Zuddo auf den von seinen Prätorianern gefangen genommenen Schauspieler Astolfus, der Gallienus zum Verwechseln ähnlich sieht. Zuddo erkennt seine Chance und kehrt auf der Stelle mit dem Mann nach Rom zurück. Er überlistet den wahren Kaiser, lässt ihn in eine Höhle bringen und Astolfus als Doppelgänger als seine Marionette agieren. Als erstes verfügt der falsche Kaiser, Attalus in den Kerker zu werfen und am nächsten Tag, Zuddos Hochzeit mit Velida auszurichten. Die entsetzte junge Frau kann den Sinneswandel ihres Vaters nicht verstehen, doch Attalus gelingt die Flucht und er sammelt seine Gladiatoren um sich. Ebenso befreit er seine Landsleute aus den Kerkern und bringt sie aus der Stadt. In der Zwischenzeit hat ein Hirte den echten Kaiser in der Höhle entdeckt und Attalus erkennt Zuddos falsches Spiel. Gemeinsam mit seiner kleinen Armee stürmt Attalus den Palast, wo die Trauungszeremonie bereits im Gange ist. So wird der echt Gallienus wieder auf den Thron gebracht und am Ende erhält Attalus nicht nur seine Freiheit zurück, sondern auch die Hand der Tochter des Kaisers.

## Kritik
Fernsehserien.de schrieb: „Alfonso Brescia würzt seinen filmischen Einblick in die Macht- und Intrigenspiele antiker Geschichte mit einem gehörigen Schuss Humor und verleiht damit dem abenteuerlichen Streifen zusätzlichen Unterhaltungswert.“ Der Filmdienst sah einen „(p)seudohistorische(n) Abenteuerfilm, der spannende Unterhaltung bietet“.

## Produktionsnotizen
Der Film ist die erste Regiearbeit des bis dahin als Assistenten tätigen Alfonso Brescia.

## Veröffentlichungen
Due Uraufführung erfolgte am 31. Dezember 1964 in Italien. Der deutsche Kinostart erfolgte am 1. bzw. 2. Dezember 1967.